# La Première Année
Ne doit pas être confondu avec Première Année.
Pour plus de détails, voir Fiche technique et Distribution.
La Première Année est un film documentaire chilien réalisé par Patricio Guzmán, sorti en 1973.

## Synopsis
La première année du gouvernement de l'Unité populaire, au Chili, après l'élection de Salvador Allende à la présidence de la République en septembre 1970.

## Fiche technique
- Titre original : Primer año
- Titre français : La Première Année
- Réalisateur : Patricio Guzmán
- Remontage, prologue et doublage en français : Chris Marker
- Photographie : Tono Rios
- Montage : Carlos Piaggio
- Pays d'origine :  Chili
- Genre : documentaire
- Durée : 90 min
- Date de sortie :
  -  France : janvier 1973